# Devon
|  | Aquest article tracta sobre el comtat anglès. Vegeu-ne altres significats a «Devon (desambiguació)». |

Devon, (pronunciat /ˈdɛvən/) en alguns casos dit Devonshire, és un comtat del sud-oest d'Anglaterra que limita amb Cornualla a l'oest i amb Somerset i Dorset a l'est. Antigament formà part del regne de Dumnònia. Darrerament, i a imitació de Cornualla, ha intentat recuperar les arrels cèltiques i adoptat la seva pròpia bandera, anomenada de sant Petroc.
El riu Plym, el principal del comtat, desemboca al canal de la Mànega, a prop de la ciutat de Plymouth. En el seu relleu destaca la Costa Juràssica, classificada com a patrimoni natural de la humanitat. Les roques que configuren el seu paisatge van atreure l'atenció dels geòlegs i el nom del comtat ha donat origen a un període geològic, el Devonià. L'economia és principalment turística.
Administrativament Devon està dividit en set districtes: East Devon, Mid Devon, North Devon, South Hams, Teignbridge, Torridge, i West Devon més dues autoritats unitàries que són Plymouth i Torbay. En total abasta una àrea de 6.707 km².

## El nom
La paraula Devon deriva del terme que els britans feien servir per anomenar les tribus que habitaven el sud-oest de la Gran Bretanya, que els romans anomenaven Dumnonii. Es creu que volia dir «habitants de la vall fonda», procedent del terme protocelta *dubnos («fondo»). En les llengües britòniques es poden trobar variants: en gal·lès es diu Dyfnaint, en bretó Devnent i en còrnic Dewnens, 
El terme "Devon" es fa servir en contexts quotidians, per exemple "Devon County Council", però també existeix el terme Devonshire que es fa servir en noms com ara "Regiment de Devonshire i Dorset" o "Associació de Devonshire". Alguns pensen que el sufix -shire es deu a un error procedent de la carta patent que va crear el títol de Duc de Devonshire, resident a Derbyshire. Això, però, no és cert, ja que la paraula Defenascire apareix en textos anglosaxons anteriors a l'any 1000 dC, la qual cosa és un antecedent de la paraula Devonshire. El terme Devonshire es originar probablement al segle viii, en substitució de Dumnònia (llatí), passant per la forma Defenascir.

## Geografia

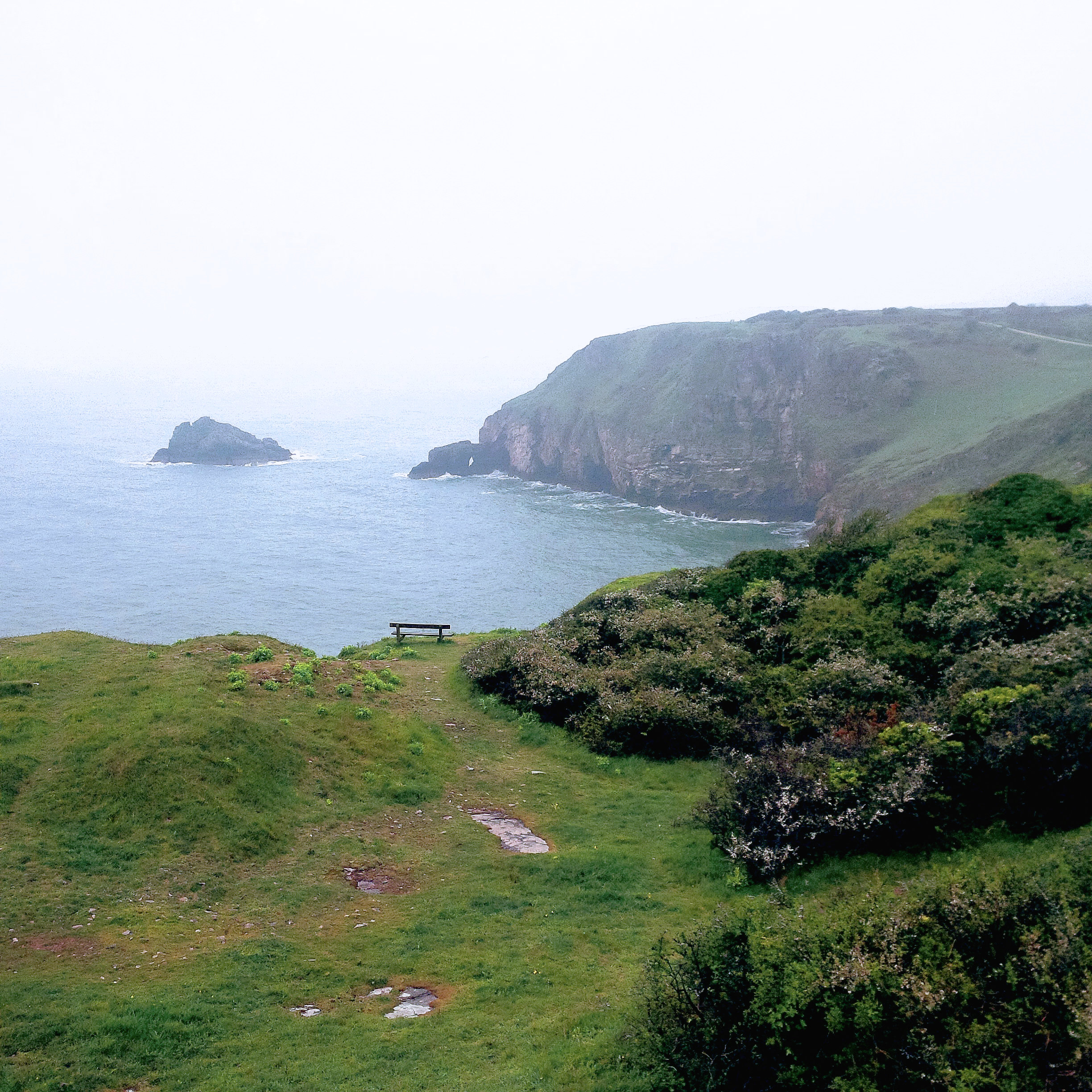
Penya-segats de Devon.

Devon està al mig d'una península estreta, és per això que té dues costes diferents, al nord la de la mar Cèltica i al sud la del canal de la Mànega. El sender de la Costa Sud-oest passa per totes dues i un 65% està catalogada com a costa patrimonial (Heritage Coast). Anteriorment als canvis en els límits territorials del comtats de l'any 1974, Devon era el tercer comtat del Regne Unit per la seva extensió i el més gran si s'exclouen les divisions administratives que no eren comtats (només Yorkshire i Lincolnshire tenien més extensió). Des de llavors Devon és el quart —degut a la creació de Cúmbria— entre els comtats cerimonials i el tercer entre els no metropolitans. L'illa de Lundy i els esculls d'Eddystone també pertanyen a Devon. Aquest comtat té més quilometratge de carreteres que cap altre comtat d'Anglaterra.

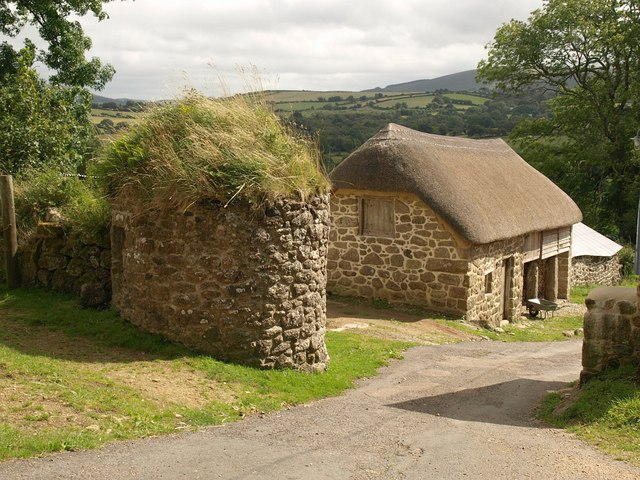
cottage a Dartmoor.

Terra endins està el Parc Nacional de Dartmoor i el Parc Nacional d'Exmoor, aquest darrer repartit entre Devon i Somerset. A banda d'aquestes terres d'erms el paisatge rural és atractiu, saltejat de petites cases amb cobert de palla que allà s'anomenen cottages.
El sud de la contrada consisteix en turons arrodonits acompanyats de petites viles com: Dartmouth, Ivybridge, Kingsbridge, Salcombe i Totnes. Les ciutats de Torquay and Paignton són destinacions turístiques d'estiu. L'est de Devon va tenir el primer complex de vacances del comtat, Exmouth, i Sidmouth, on estan les oficines del districte est de Devon. Exmouth marca l'extrem occidental de la Costa del Juràssic, un entorn natural patrimoni de la humanitat. Altres element que destaquen en el paisatges és el tram de la línia de ferrocarril de la costa que va des de Newton Abbot per l'estuari de l'Exe. En aquesta zona les vistes cap als penya-segats rogencs i cap a la mar són impactants.
El nord de Devon és molt rural, amb poques ciutats, excepte: Barnstaple, Great Torrington, Bideford i Ilfracombe. La costa d'Exmoor té els penya-segats més alts del sud de la Gran Bretanya, amb el Great Hangman, a 318 m, que en la seva cara interior té 250 m de desnivell, situat a la badia de Combe Martin. Un altre turó l'iguala en alçada, el Little Hangman, que marca l'extrem occidental de la costa d'Exmoor. Un dels trets característics de la costa nord de Devon és la badia de Bideford i la península de Hartland, tots dos encarats cap a l'oest, aquesta situació que aplega el vent interior de l'est i l'onatge de l'Atlantic produeix unes condicions òptimes per a la pràctica del surf. Les platges de la badia de Bideford (Woolacombe, Saunton, Westward Ho! i Croyde), juntament a altres parts del nord de Cornualla i del sud de Gal·les són els principals centres de surf de la Gran Bretanya.

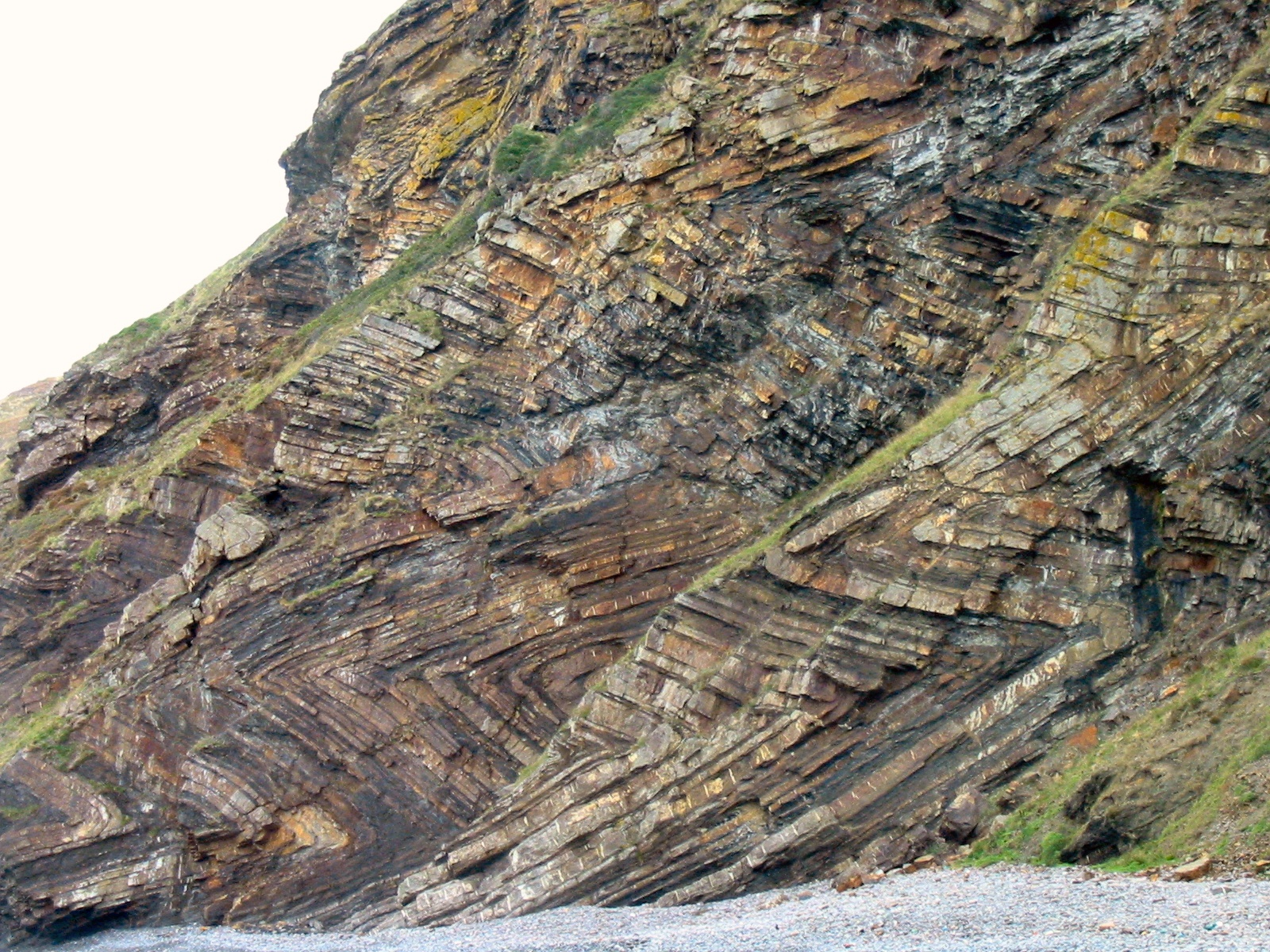
Paisatge del Carbonífer anomenat Culm Measures.

Des del punt de vista geològic es podria traçar una línia divisòria que passaria aproximadament per la línia de ferrocarril Bristol-Exeter i continuaria per la carretera M5 de Tiverton a Exeter. Al nord d'aquesta hi ha roques ígnies, plecs de sediments i roques metamòrfiques, mentre que al sud el terreny està configurat per roques sedimentàries mot erosionades que formen turons arrodonits.
Els principals components geològics del comtat són els format en el període Devonià (al nord de Devon, al sud-oest de Devon i en direcció a Cornualla); els el Carbonífer, anomenats Culm Measures (nord-oest de Devon i també en direcció a Cornualla); i la intrusió de granit de Dartmoor al centre de Devon, part de l'anomenat Cornubian batholith que forma l'espina dorsal de la península del sud-oest de Bretanya. Hi ha algunes restes de roques formades en el període predevonià a la costa sud de Devon.

## Història
Aquest territori va estar poblat per tribus celtes quan Devon i Cornualla formaven un sol país anomenat Dumnònia. Segles més tard, l'any 936, el rei Etelstan va establir la frontera amb Cornualla prenent com a límit natural el curs del riu Tamar. Des de l'any 800 els danesos van estar atacant esporàdicament la costa de Devon i van tornar-ho a fer just abans de la conquesta normanda: el 997 van saquejar Hlidaforda Lydford on s'encunyaven monedes de plata i el 1001 Taintona, una població que hi havia a l'estuari del riu Teign. Devon va esdevenir la frontera entre els britans i el regne anglosaxó de Wessex, fins que a mitjan segle ix Wessex el va annexar progressivament. Un estudi genètic fet per la Universitat d'Oxford conjuntament amb la Universitat de Londres va descobrir grups genètics separats entre els abitants de Cornualla i Devon, no només agafant el riu Tamar com a separació, sinó amb una divisió que coincideix gairebé exactament amb la frontera actual que es va fixar al segle vi. Aquesta diferència genètica existeix també entre Devon i la resta del sud d'Anglaterra. En canvi sí que s'han trobat similituds genètiques amb els habitants del nord de França, especialment a la Bretanya. Això suggereix que la migració d'anglosaxons cap a Devon va ser escassa a diferència d'altres llocs d'Anglaterra on la colonització va ser massiva.

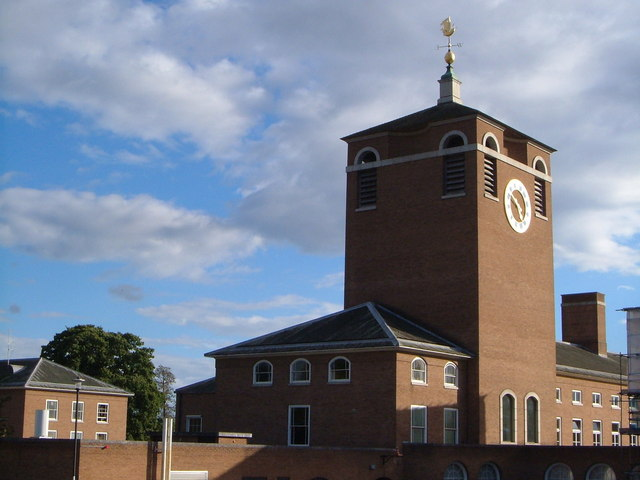
Edifici de les oficines del Consell del Comtat, a Exeter.

Històricament Devon estava organitzat en 32 hundreds: Axminster, Bampton, Black Torrington, Braunton, Cliston, Coleridge, Colyton, Crediton, East Budleigh, Ermington, Exminster, Fremington, Halberton, Hartland, Hayridge, Haytor, Hemyock, Lifton, North Tawton and Winkleigh, Ottery, Plympton, Roborough, Shebbear, Shirwell, South Molton, Stanborough, Tavistock, Teignbridge, Tiverton, West Budleigh, Witheridge, i Wonford.
A Devon es van protagonitzar diversos episodis de conflictes civils: la guerra de les dues roses (1455—1487), l'alçament de Perkin Warbeck (1497), la revolta del Llibre de l'Oració Comuna (1549), la guerra civil. L'arribada de Guillem d'Orange per iniciar la Revolució Gloriosa (1688) va ser a Brixham.
A Devon s'ha extret estany, coure i altres metalls des de temps antics. Els miners del comtat tenien com a gremi una important representació al parlament a través del grup Devon's Stannary Parliament, que es va fundar al segle xii i que va durar fins al 1748.
Actualment l'administració de Devon es reparteix en set districtes: East Devon, Mid Devon, North Devon, South Hams, Teignbridge, Torridge, i West Devon més dues autoritats unitàries que són Plymouth i Torbay.

## Poblacions

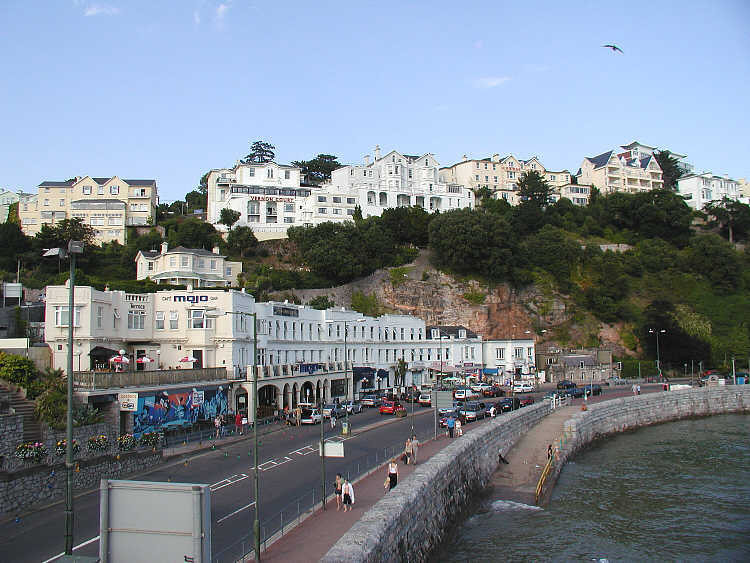
Torquay

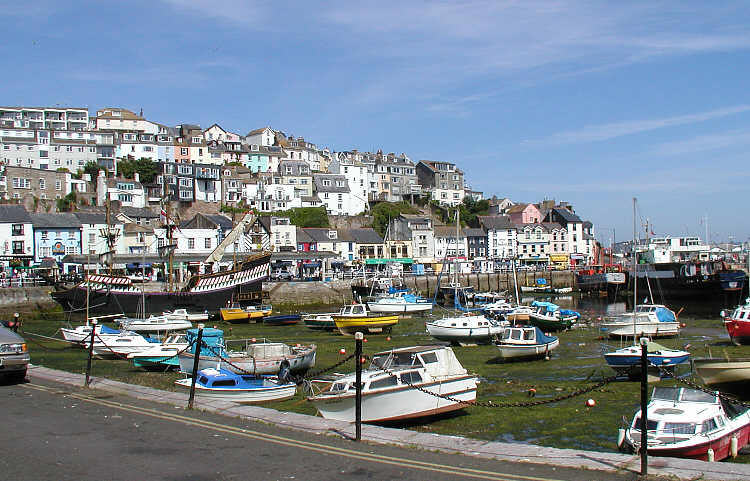
Brixham

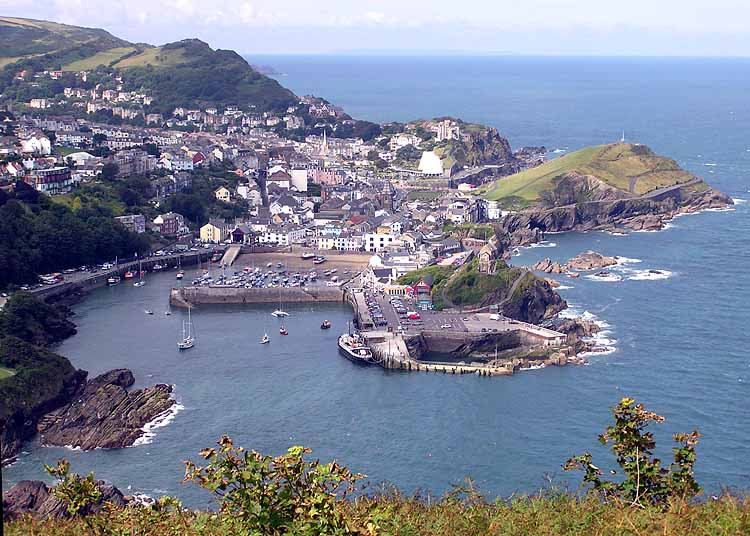
Ilfracombe

El centre administratiu del comtat és Exeter. La ciutat més gran és Plymouth, seguida de l'àrea metropolitana de Torbay (que és una autoritat unitària que inclou la ciutat de Torquay més Paignton i Brixham). La següent llista de poblacions mostra les que tenen més habitants segons el cens del 2011.
- Plymouth (262.700 hab)
- Exeter (127.300 hab)
- Torbay (130.959 hab)
- Torquay (65.245 hab)
- Paignton (49.021 hab)
- Exmouth (34.432 hab)
- Newton Abbot (25.556 hab)
- Barnstaple (24.033 hab)
- Tiverton (21.335 hab)
- Teignmouth (15.129 hab)
- Bideford (17.101 hab)
- Brixham (16.693 hab)
- Sidmouth (12.569 hab)
- Honiton (11.822 hab)
- Dawlish (11.312 hab)
- Ilfracombe (11.184 hab)
- Tavistock (11.018 hab)
- Totnes (8.076 hab)
- Crediton (7.800 hab)
- Okehampton (7.160 hab)
- Dartmouth (5.064 hab)

## Economia

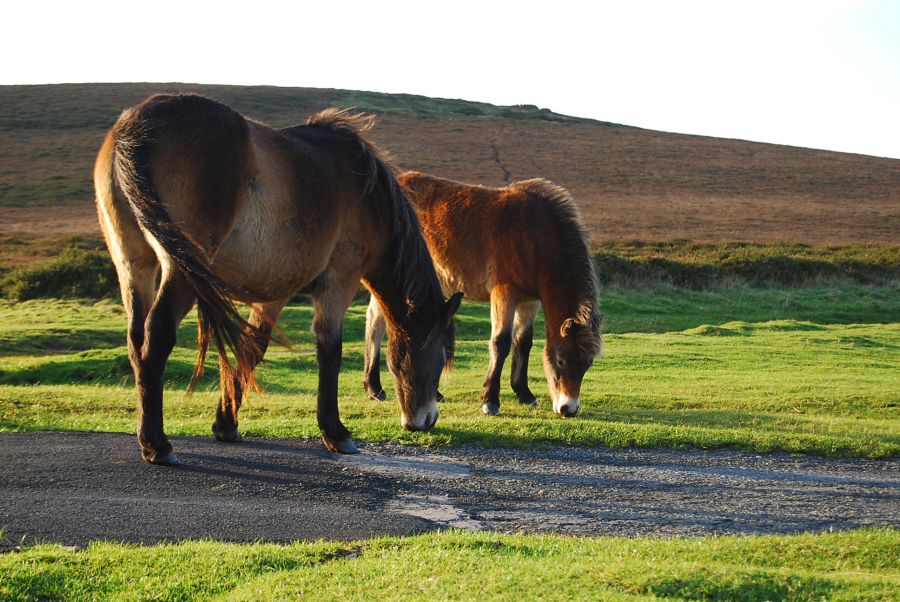
Ponis pasturant al nord de Devon.

Com la veïna Cornualla, Devon ha tingut una economia inferior a la d'altres parts del sud d'Anglaterra, degut al declivi dels sectors que n'eren la base tradicional: la pesca, la mineria i la ramaderia.
La crisi del 2001 provocada per l'aparició de la glossopeda en el bestiar autòcton va perjudicar greument la pagesia que havia estat un sector important a Devon fins al segle xix. A partir de llavors algunes zones que eren únicament agrícoles han començat a diversificar-se, reconvertint-se cap a la indústria alimentària i l'artesania. Tanmateix, el 2015 la indústria lletera patia la baixada de preus dels productes de les granges més grans de la competència, sobretot la que venen als supermercats.

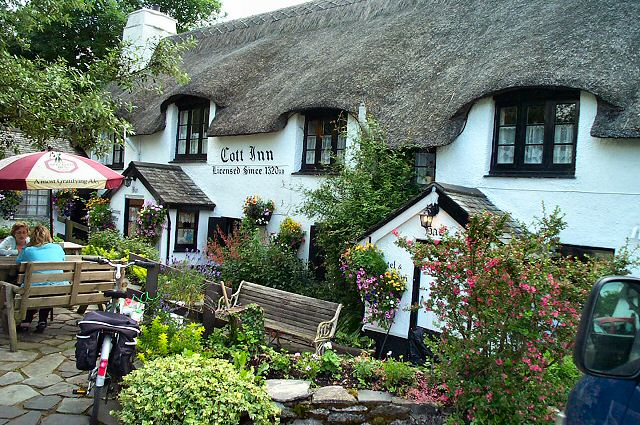
Cott Inn a Dartington, amb la típica coberta de palla.

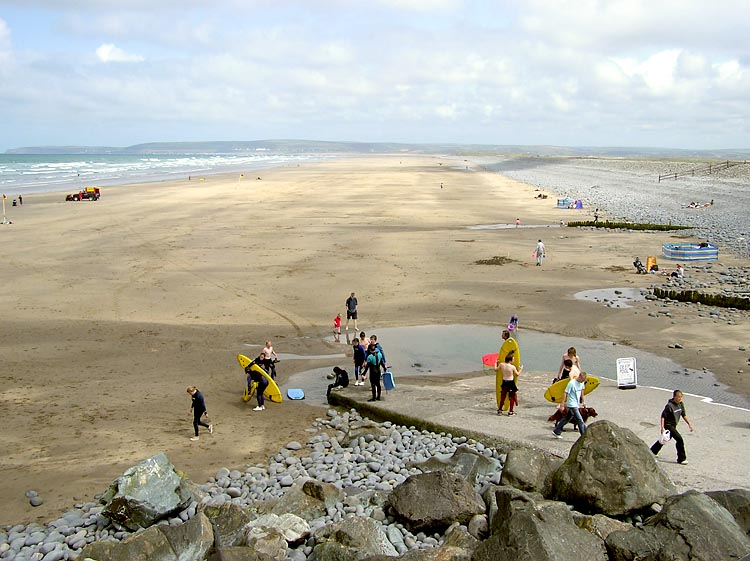
Platja Westward Ho!, a l'estuari dels rius Taw i Torridge.

L'estil de vida a Devon sembla que és una atractiu per a feines que no depenen de la seva localització; a Dartmoor, per exemple, s'ha donat en els darrers anys un augment en el percentatge d'habitants que es dediquen al sector de les finances. Les oficines del servei de meteorologia nacional i internacional, el Met Office, es van traslladar a Exeter el 2003.
Quan al segle xix es van posar de moda les ciutats balneari amb enllaç ferroviari, l'economia de Devon es va llançar cap al turisme. Aquesta zona va deixar d'estar de moda des de mitjan segle xx, quan la gent preferia viatjar a les platges més càlides del sud d'Europa. En els darrers anys, però, s'ha fet un esforç renovant equipaments i hotels per fer revifar Devon com a lloc de vacances. Entre les millores està la promoció dels entorns naturals, en especial els declarats patrimoni de la humanitat, els càmpings i els esports com ara el surf, el ciclisme o la vela. A això ha contribuït la designació d'alguns territoris com a parcs naturals. L'any 2004 els ingressos pel turisme van arribar a 1,2 bilions de lliures.
La renda per capita dels seus habitants varia força, i la mitjana queda desviada pel nombre de residents rics o amb pensions elevades que escullen aquesta zona per retirar-se, alguns procedents d'altres llocs d'Europa. Els ingressos econòmics a les viles petites del sud i als pobles de la rodalia d' Exeter i Plymouth estan per sota de la mitjana nacional. La xifra d'aturats i de persones amb ingressos pobres s'aproxima a la mitjana nacional de 4.5%, on més n'hi ha és a Torbay, Plymouth i Exeter.
La següent taula mostra el percentatge de persones que van fer petició d'una pensió per atur o com ajuda per pal·liar la pobresa, primer respecte al total del comtat i després desglossat per districtes.
|                           | % pensions socials i d'atur demanades el 2011 | % pensions socials i d'atur demanades el 2001 | total habitants (abril 2011) | total habitants (abril 2001) |
| ------------------------- | --------------------------------------------- | --------------------------------------------- | ---------------------------- | ---------------------------- |
| Devon                     | 2,7%                                          | 6,6%                                          | 746.399                      | 704.493                      |
| Desglossat per districtes |                                               |                                               |                              |                              |
| Exeter                    | 3,5%                                          | 7,5%                                          | 117.773                      | 111.076                      |
| Torridge                  | 3,3%                                          | 7,7%                                          | 63.839                       | 58.965                       |
| North Devon               | 2,8%                                          | 7,8%                                          | 93.667                       | 87.508                       |
| Teignbridge               | 2,6%                                          | 6,7%                                          | 124.220                      | 120.958                      |
| Mid Devon                 | 2,6%                                          | 6,0%                                          | 77.750                       | 69.774                       |
| West Devon                | 2,5%                                          | 5,9%                                          | 53.553                       | 48.843                       |
| South Hams                | 2,1%                                          | 6,0%                                          | 83.140                       | 81.849                       |
| East Devon                | 1,9%                                          | 5,4%                                          | 132.457                      | 125.520                      |
| Torbay                    | 5,3%                                          | 11,0%                                         | 130.959                      | 129.706                      |
| Plymouth                  | 5,1%                                          | 9,5%                                          | 256.384                      | 240.720                      |

## Nadius il·lustres
En aquest comtat i en la població de Teignmouth hi va néixer l'arpista i compositor Elias Parish Alvars (1816-1849).
En aquesta regió, en la població de Torquay, va néixer la famosa escriptora de novel·les policíaques, Agatha Christie (1890-1976).
- Samuel Taylor Coleridge (1772 - 1834) poeta i filòsof